# X Giochi del Sud-est asiatico
I X Giochi del Sud-est asiatico si sono svolti a Giacarta (Indonesia) dal 21 al 30 settembre 1979.

## Paesi partecipanti
Ai giochi hanno partecipato atleti provenienti da sette nazioni: Birmania, Brunei, Indonesia, Malaysia, Filippine, Singapore e Thailandia.

## Sport
I SEA Games del 1979 hanno visto gli atleti gareggiare nei seguenti sport: sport acquatici, tiro con l'arco, atletica leggera, badminton, pallacanestro, pugilato, ciclismo, calcio, ginnastica, hockey su prato, judo, sepak takraw, tiro, softball, tennis tavolo, tennis, pallavolo e sollevamento pesi.

## Medagliere
*   Paese ospitante
| Posiz. | Nazione    | Oro | Argento | Bronzo | Totale |
| ------ | ---------- | --- | ------- | ------ | ------ |
| 1.     | Indonesia* | 92  | 78      | 52     | 222    |
| 2.     | Thailandia | 50  | 46      | 29     | 125    |
| 3.     | Birmania   | 26  | 26      | 24     | 76     |
| 4.     | Filippine  | 24  | 31      | 38     | 93     |
| 5.     | Malesia    | 19  | 23      | 39     | 81     |
| 6.     | Singaproe  | 16  | 20      | 36     | 72     |
| 7.     | Brunei     | 0   | 1       | 0      | 1      |
| Totale | Totale     | 227 | 225     | 218    | 670    |